# Allomyia sichotalinensis
Allomyia sichotalinensis là một loài Trichoptera trong họ Apataniidae. Chúng phân bố ở miền Cổ bắc.